# Johnson Island (Antigua)
Johnson Island (auch: Pelican Island, Johnson Islet) ist eine winzige Insel vor der Südwestküste der Karibikinsel Antigua des Staates Antigua und Barbuda.

## Lage und Landschaft
Johnson Island liegt, kaum 100 m vom Festland getrennt, vor der Küste von Johnsons Point (Old Fort Point). Verwaltungsmäßig gehört sie zum Saint Mary Parish.